# Милованов, Пётр Алексеевич
Пётр Алексеевич Милованов (24 марта 1938, Александровск-Сахалинский, Сахалинская область — 20 августа 2021) — советский и российский художник-монументалист, иконописец, член творческого союза иконописцев России и Союза художников России (2007).

## Биография
Родился 24 марта 1938 года в Александровск-Сахалинске Сахалинской области. Отец — Алексей Михайлович Милованов, погиб в 1942 году близ Ржева; мать — Параскева Николаевна Ращенко, умерла в 1946 году.
Будущего художника воспитывали бабушка Дарья Даниловна Ращенко и дядя Пётр Николаевич Ращенко.
К 1952 году окончил семилетнюю школу, в 1957 году — Иркутское художественное училище.
В 1957—1959 годах служил в Советской Армии.
С 1959 года жил и работал в Новосибирске. С 1960 по 1966 год — художник-оформитель, в 1966—1970 годах был художником-конструктором специального конструкторского бюро Министерства электротехнической промышленности, в котором занимался проектированием бытовых электроприборов, за образцы устройств получил несколько авторских свидетельств.
С 1960 года совмещал работу на предприятиях с занятием живописью, создавал пейзажи, натюрморты, портреты, сюжетные картины, писал маслом, применял акварельные техники, пастель.
С 1970 по 1974 год трудился в Художественном фонде РСФСР.
В 1974—1985 годах проектировал бытовые приборы на электронном заводе.
Умер 20 августа 2021 года в Новосибирске.  Похоронен на Заельцовском кладбище (квартал 84Н).

### Работа в православных храмах
В период с 1986 по 1996 год работал в православных храмах Ставропольского края, Закавказья, Воронежской и Пензенской областей. Трудился над киотами, писал и реставрировал иконы, занимался настенными росписями, проектировал и восстанавливал иконостасы.

#### Собор Александра Невского
В 1995 году Пётр Милованов начал работу над эскизами росписи новосибирского собора Александра Невского, а с 1997 по 2006 год, совместно с сыном Арсением, росписывал этот храм, создав для него примерно 1000 м² настенных росписей на темы различных сюжетов из Старого и Нового заветов.
Вёл авторский надзор во время работ над центральным иконостасом храма, в 2007 году начал написание для него икон.
В 2018 году вместе с сыном и внуком проводил в храме реставрационные работы.

## Выставки
В 1960—1985 годах принимал участие в областных и зональных выставках в качестве живописца и дизайнера ( в зональных выставках в Омске, 1968; Красноярске, 1972).
В 2006 году стал участником областной художественной выставки Новосибирского регионального отделения ВТОО «Союз художников России», а в июне этого года участвовал вместе с сыном Арсением в выставке «От отца к сыну» Красноярского регионального отделения ВТОО «Союз художников России», где были представлены фотофрагменты росписей храма Александра Невского, а также живопись, акварельные работы и пастель.

## Награды
Награждён орденом преподобного Сергия Радонежского III степени за работы в соборе Александра Невского.

## Семья
- отец — Алексей Михайлович Милованов;
- мать — Параскева Николаевна Ращенко;
- бабушка — Дарья Даниловна Ращенко;
- дядя — Пётр Николаевич Ращенко;
- сын — Арсений Петрович Милованов, красноярский художник-пейзажист, совместно с отцом участвовал в росписи  и реставрации храма Александра Невского в Новосибирске[2];
- внук — Иван Арсеньевич Милованов, работает в художественном училище Красноярска, также принимал участие в реставрационных работах в соборе Александра Невского[2].